# Eunica margarita
Eunica margarita is een vlinder uit de familie Nymphalidae. De wetenschappelijke naam van de soort is voor het eerst geldig gepubliceerd in 1823 door Jean-Baptiste Godart.